# Elvin Oliva
Elvin Oliva Casildo (Santa Rosa de Aguán, 24 ottobre 1997) è un calciatore honduregno, difensore del Deportivo Génesis.